# Тумагари
Тумагари (авар. Тума́гъари) — село в Хунзахском районе Дагестана. Входит в состав сельского поселения Ахалчинский сельсовет.

## Географическое положение
Расположено на реке Тироктляр в 9 км к северо-западу от районного центра села Хунзах, и в 2,5 км к юго-западу от центра сельского поселения села Ахалчи.

## Население
| 1926 | 1939 | 1970 | 1989 | 2002 | 2010 | 2021 |
| ---- | ---- | ---- | ---- | ---- | ---- | ---- |
| 104  | ↘89  | →89  | ↘50  | ↗61  | ↗80  | ↘61  |

По данным Всероссийской переписи населения 2010 года — моноэтничное аварское село.